# Al Lawson

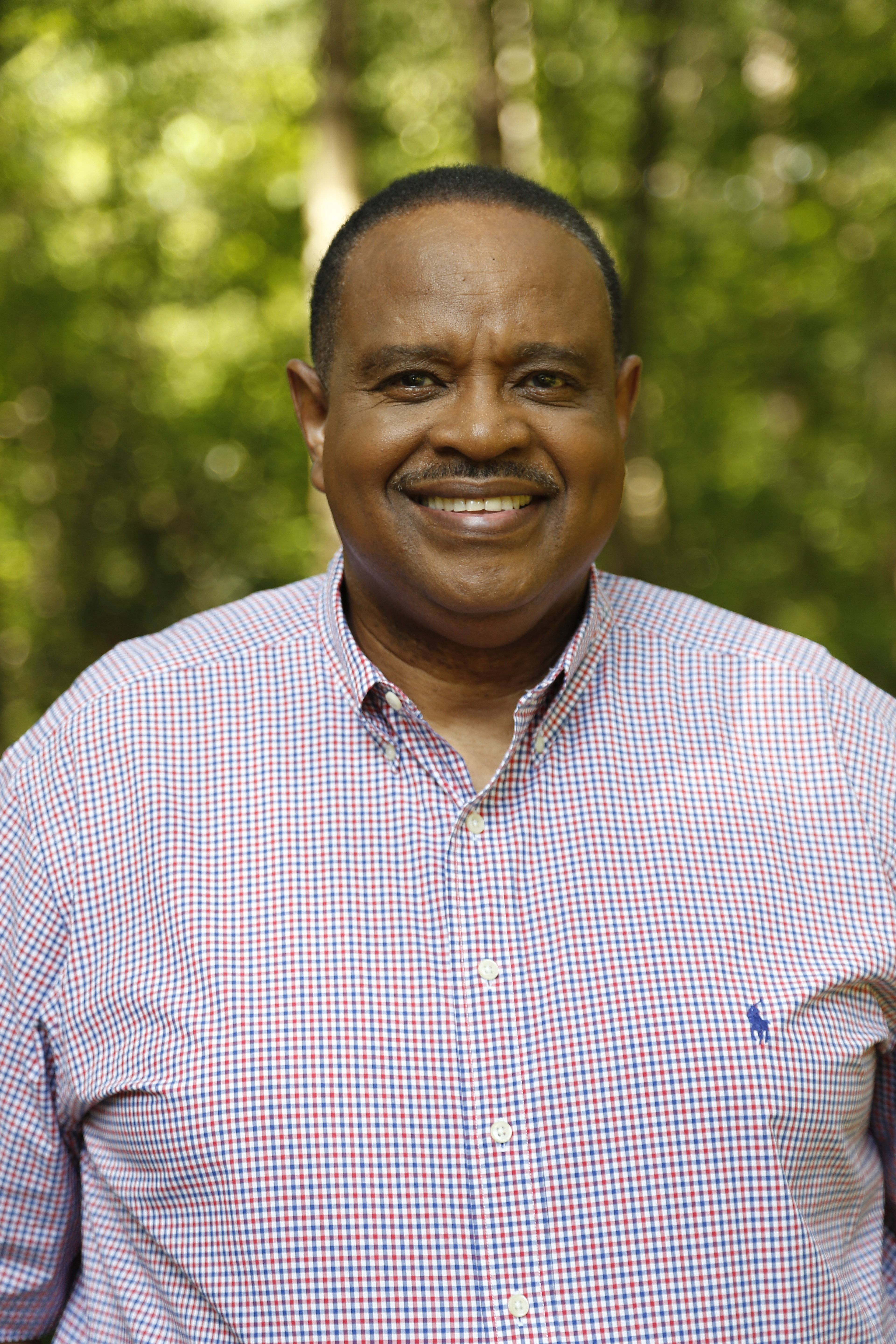
Al Lawson

Alfred „Al“ Lawson Jr. (* 21. September 1948 in Midway, Florida) ist ein US-amerikanischer Politiker. Seit dem 3. Januar 2017 vertritt er den Bundesstaat Florida im US-Repräsentantenhaus.

## Werdegang
Al Lawson studierte bis 1970 an der Florida Agricultural and Mechanical University politische Wissenschaften. Anschließend setzte er bis 1973 seine Ausbildung mit einem Studium an der Florida State University fort, wo er das Fach Öffentliche Verwaltung belegte. Beruflich wurde er in der Versicherungsbranche tätig. Seit 1976 arbeitete er für die Lebensversicherungsfirma Northwestern Mutual Financial Network. Außerdem leitete er seit 1986 seine eigene Firma Al Lawson and Associates Incorporated. In seiner Heimat gehört bzw. gehörte er zahlreichen Organisationen und Vereinigungen an.
Politisch schloss sich Lawson der Demokratischen Partei an. Zwischen 1982 und 2000 saß er im Repräsentantenhaus von Florida; von 2000 bis 2010 gehörte er dem Staatssenat an. In den Jahren 2010 und 2012 kandidierte er jeweils erfolglos für das US-Repräsentantenhaus, wobei er 2010 in den Vorwahlen seiner Partei scheiterte und 2012 dem Republikaner Steve Southerland bei der eigentlichen Wahl unterlag.
Die gerichtlich angeordnete Neugestaltung der Kongresswahlbezirke erwies sich als Glücksfall für Al Lawson. Der Oberste Gerichtshof Floridas befand das der 5. Kongresswahlbezirk  aufgrund von Gerrymandering verfassungswidrig ist. Der neue 5. Kongresswahlbezirk  erstreckt sich entlang der Nordgrenze Floridas und verbindet Jacksonville und Al Lawson`s  Tallahassee. Zum Vergleich: Der 2.Wahlbezirk in den er zweimal erfolglos antrat hatte einen PVI von R+6 - der neue 5. Kongresswahlbezirk ist ein Schwarzer Minority Majority District mit einem PVI von D+12.
Bei den Kongresswahlen des Jahres 2016 wurde Lawson dann im fünften Wahlbezirk von Florida in das US-Repräsentantenhaus in Washington, D.C. gewählt, wo er am 3. Januar 2017 die Nachfolge von Corrine Brown antrat, die er in den Vorwahlen seiner Partei geschlagen hatte.